# André Postema
André Postema (Groningen, 2 november 1969) is een Nederlandse econoom en bestuurder. Van oktober 2005 tot januari 2014 was hij vicevoorzitter van het college van bestuur van de Universiteit Maastricht en van november 2014 tot november 2018 voorzitter van het college van bestuur van het Limburgs Voortgezet Onderwijs. Vanaf juni 2011 was hij acht jaar lid van de Eerste Kamer der Staten-Generaal namens de Partij van de Arbeid (PvdA).

## Biografie

### Studies
Postema studeerde geschiedenis aan de Rijksuniversiteit Leiden, van 1989 tot 1990, waar hij zijn propedeuse haalde. Daarna studeerde hij geschiedenis en economie aan de Rijksuniversiteit Groningen, van 1990 tot 1995. Van 2003 tot 2004 studeerde hij aan de New Mexico State University in Las Cruces (Verenigde Staten). Aan de Harvard Business School volgde hij in 2009 het advanced management program.

### Loopbaan
Postema werkte eerder bij het Ministerie van Buitenlandse Zaken (1994-1995), de Nationale Investeringsbank (1995-1998), Ernst & Young, later als onderdeel van Capgemini (1998-2005). Bij Capgemini was hij vicepresident, werkzaam binnen de sector consulting. Van oktober 2005 tot januari 2014 was hij vicevoorzitter van het college van bestuur van de Universiteit Maastricht. Van november 2014 tot november 2018 was hij voorzitter van het college van bestuur van het LVO. In 2020 werd hij in zijn geboortestad Groningen benoemd tot bestuursvoorzitter van het Martini Ziekenhuis. In december 2022 trad hij toe tot het College van Bestuur van Zuyd Hogeschool.

### Politiek
Postema maakte van 2002 tot 2006 als PvdA-fractievoorzitter deel uit van de gemeenteraad van Maastricht. Van 7 juni 2011 tot 11 juni 2019 was hij voor deze partij lid van de Eerste Kamer der Staten-Generaal. Na eerst lid en vicevoorzitter te zijn geweest van het Benelux-parlement, bekleedde hij in 2017 en 2018 het voorzitterschap. Van 8 tot 13 februari 2018 was hij voor de PvdA, na het aftreden van Marleen Barth, waarnemend fractievoorzitter in de Eerste Kamer. Op 13 februari 2018 werd hij gekozen als fractievoorzitter.

### Eindexamenrel
In juni 2018 verklaarde de Inspectie voor het Onderwijs de eindexamens ongeldig van 354 leerlingen van het VMBO Maastricht, een onderdeel van het LVO. Naar aanleiding daarvan drongen Kamerleden aan op het vertrek van Postema. Ook binnen de Tweede Kamerfractie van de PvdA heerste deze opvatting, die werd verwoord door Lilianne Ploumen toen ze werd geconfronteerd met een per ongeluk gepubliceerd WhatsApp-berichtje dat ze verstuurde aan fractieleider Lodewijk Asscher. Op 10 juli 2018 trad hij terug als fractievoorzitter in de Eerste Kamer vanwege deze kwestie en de kritiek binnen zijn eigen partij. Hij bleef lid van de fractie. Op 26 november 2018 stapte hij op verzoek van de Raad van Toezicht ook per direct op als bestuursvoorzitter van het LVO.
- Parlement.com: vhyjnjydh2zk

- Parlement.com: vhyjnjydh2zk